# Гондомар (Гимарайнш)
Гондомар (порт. Gondomar) — район (фрегезия) в Португалии, входит в округ Брага. Является составной частью муниципалитета Гимарайнш. Находится в составе крупной городской агломерации Большое Минью. По старому административному делению входил в провинцию Минью. Входит в экономико-статистический субрегион Аве, который входит в Северный регион. Население составляет 676 человек на 2001 год. Занимает площадь 4,87 км².
Покровителем района считается Мартин Турский (порт. São Martinho).